# Franz Müller
Comendador Franz Müller (Brunswick, 15 de junho de 1855 - |Vila Americana, 30 de maio de 1920), foi um empresário alemão radicado no Brasil. É lembrado por sua grande contribuição para o desenvolvimento da cidade de Americana.

## Biografia
Chegou ao Brasil em 1879 estabelecendo-se na cidade de Porto Alegre, onde conheceu Albertine Goetze, com quem se casou em 1883 onde tiveram seus primeiros três filhos, Hermann, Erich e Hans.
Em 1889 mudou-se para São Paulo onde foi um dos primeiros a construir residência no nascente bairro de Higienópolis, na Rua Maranhão, 341, onde nasceram mais três de seus filhos, Margarete (também conhecida por Margarida), Franz e Heins, tendo sua casa posteriormente sido tombada pelo Patrimônio Histórico do Estado.
Destacou-se por relevantes serviços prestados à colônia austríaca, sendo-lhe outorgado o título de Comendador pelo Imperador da Áustria Francisco José I.

## Mudança para Carioba
Em 1901 comprou em leilão a Fábrica de Tecidos Carioba, em associação com seu irmão Hermann Theodor e com o capitalista Ingels Rawlinson. A empresa passou a ter como razão social Rawlinson Müller & Cia. A intenção inicial do comendador Müller era recolocar a fábrica em funcionamento para em seguida vendê-la, mas Franz Müller ficou fascinado pela beleza natural do local, na confluência do rio Piracicaba com o ribeirão Quilombo.
| “ | A noite está um encantamento, a temperatura é morna e muito agradável, a lua cheia brilha no céu. No horizonte as nuvens sobre as colinas ainda refletem os últimos clarões do sol que já se escondeu. Contra a mata escura se destaca o cintilante Rio Piracicaba. Ouço o sussurro do riacho ao fundo, ao redor é paz e tranquilidade. | ” |

Em 1902 Franz Müller se muda com toda sua família para Carioba e lá manda instalar casas para seus filhos. Foram meses árduos até a recuperação total da fábrica. Além disso o comendador Müller aumentou a Vila Operária. A Vila Operária de Carioba tinha escola, cinema, hotel, bares, açougue, padaria, farmácia, biblioteca, igreja, clube de regatas, campo de futebol, pista com hangar para aviões bem iluminada, etc. Os Müller acreditavam que era necessário unir o capital ao trabalho.

## Fazenda Salto Grande
Com a necessidade de expandir a fabrica o comendador Müller compra a fazenda Salto Grande em 1907 e lá constrói a hidrelétrica que fica pronta em 1911. A hidrelétrica também fornecia energia para a Vila Americana e para outros municípios. Foi nesse período que a família adotou o nome de Müller Carioba.

## Os últimos tempos de Franz Müller
Em 1919 a fabrica produziu mais de 7 milhões de metros quadrados de tecidos de algodão e empregava 720 operários. Em 30 de maio de 1920 o Comendador Franz Müller Carioba falece e a sua fábrica é passada para seus filhos. Era tão querido e amado que seu busto foi encomendado pelos próprios operários e colocado na praça de Carioba.